# Iraks historia
Den här artikeln behandlar Iraks historia.

## Mesopotamien
Civilisationer i området kan spåras mer än 7000 år bakåt. Världens rikaste kända arkeologiska fyndigheter finns i det som nu är Irak. I det forntida Mesopotamien ("landet mellan floderna") uppstod den första civilisationen i Mellanöstern – den sumeriska civilisationen. Trots de årtusenden som skiljer de två epokerna åt visar Iraks historia en kontinuitet som har skapats av anpassningen till de båda floderna Eufrat och Tigris. När floderna tilläts att flyta okontrollerat förde de med sig förstörelse då det kunde översvämma hela städer. När floderna kunde hållas i schack med hjälp av diken som förde bort vattnet för att användas till konstbevattning blev landet mycket fertilt.

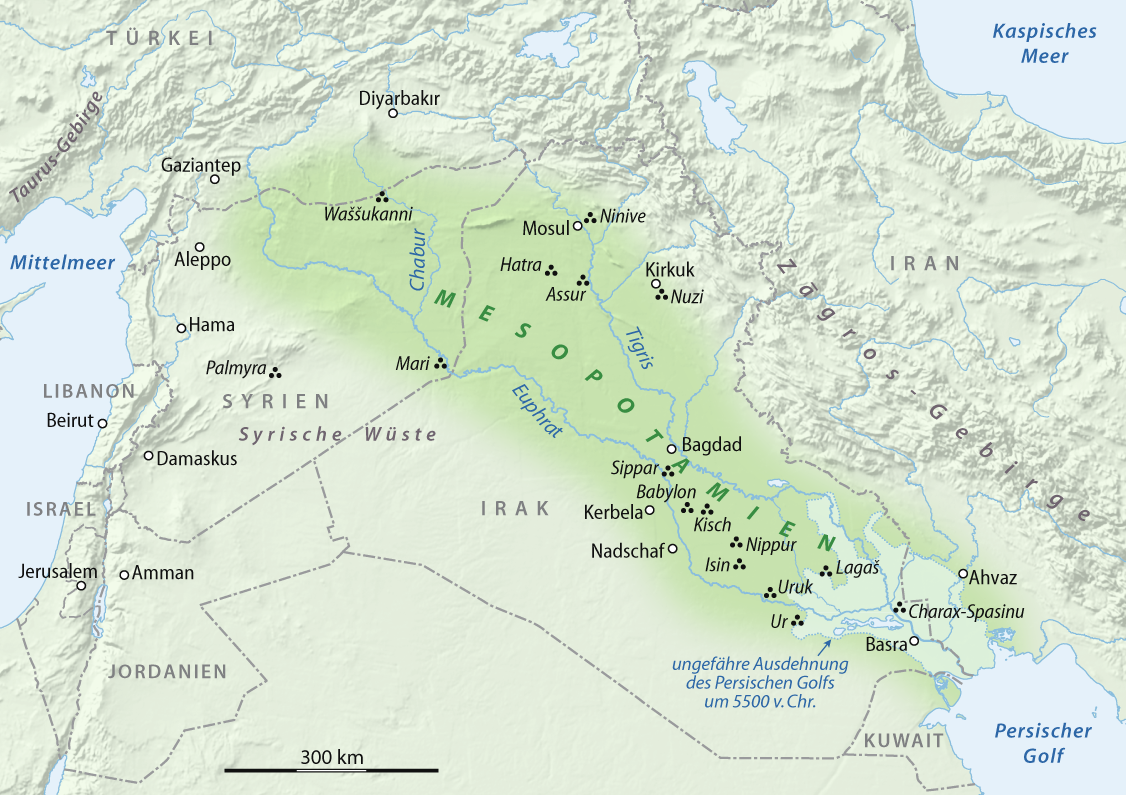
Karta över Mesopotamien

Den dubbla naturen hos Eufrat och Tigris – deras destruktiva och produktiva möjligheter – har skapat två distinkta arv som återfinns i hela Iraks historia. Å ena sidan skapade Mesopotamiens rikliga vattentillgångar och frodiga floddalar möjligheter att producera rikligt med mat, vilket var basen för den civilisation som skapades av sumererna och upprätthölls av härskare som Hammurabi (1792-1750 f.Kr.), Nebukadnessar II (630 f.Kr.-562 f.Kr.), Kyrus II (550-530 f.Kr.), Dareios I (520-485 f.Kr.), Alexander den store (336-323 f.Kr.) och abbasiderna (750-1258). De forntida städerna i Sumer, Babylon och Assyrien låg alla i det som nu är Irak. Produktionen av mat och gemensamma ansträngningar för konstbevattning och kontroll av floderna främjade framväxten av en stark och expanderande stat.
Mesopotamien kunde också vara en svår miljö att leva i, vilket medförde att folk sökte skydd mot naturens växlingar. Genom hela Iraks historia har olika grupper skapat autonoma, självförsörjande sociala enheter.

### Antiken
Mesopotamien låg under Nyassyriska riket 911 f.Kr. - 626 f.Kr., under Nybabyloniska riket 626 f.Kr.- 539 f.Kr., och Akemenidernas Persiska riket 539 f.Kr. - 331 f.Kr., tills det erövrades av Alexander den store. 
Efter Alexanders död 323 tillföll området Seleukiderriket och blev ett centrum för hellenismen i den seleukidiska huvudstaden Seleukia, som låg just där (vars grundande dock fick det tidigare centrumet Babylon att förfalla). De grekiska Seleukiderna lämnade Seleukia för Antiokia i Syrien cirka cirka 240 f.Kr., och Mesopotamien blev en del av Partherriket 141 f.Kr. - 224 e.Kr. 
Partherriket befann sig i ständig strid med Rom, som tillfälligt erövrade området om gjorde det till Mesopotamia 116-117. Erövringen var tillfällig och området återgick snart till parterna. 
Parthernas rike föll 224 och ersattes av Sassanidernas Persien, och området tillhörde sedan Iran 224-638. 
Efter första århundradet spred sig kristendomen och zoroastrismen i Mesopotamien; den gamla mesopotamiska religionen försvagades gradvis, men tempel uppfördes till de gamla mesopotamiska gudarna fram till 300-talet. 

## Medeltiden
Under den Islamiska erövringen av Persien erövrades Mesopotamien från Sassanidernas Persien; nästan hela området med undantag av huvudstaden Ktesifon erövrades cirka 633-635, och själva Ktesifon föll 636. 
Efter den arabiska erövringen var Mesopotamien centrum för Abbasidkalifatet 750-1258, med dess huvudstad Bagdad, och utgjorde då också centrum för den så kallade muslimska guldåldern. På 900-talet förlorade abbasiderna sin reella politiska makt då Mesopotamien lades under först Buyidernas Persien (934–1055) och sedan Seldjukernas rike (1055-1118). Under denna tid behöll abbasiderna formellt sin status och sitt hov i Bagdad i kraft av sin religiösa status, men i praktiken förlorade de sin politiska makt. Abbasiderna återtog sin politiska makt över Mesopotamien 1118 efter en konflikt med seldjukerna. 
1258 invaderades Irak av mongolerna som krossade Abbasiderkalifatet och plundrade Bagdad. Irak ingick sedan i det mongoliska Ilkhanatet (1256–1335), tills detta splittrades och Jalayiridsultanatet tog över Irak (1335-1432). Jalayiriderna besegrades tillfälligt av Timuriderna, och slutgiltigt av Kara Koyunlu, som sedan behärskade Irak 1432-1466 och i sin tur efterträddes av Aq Qoyunlu 1466-1503. 

## Osmanska Irak

Osmanska rikets utbredning kring år 1900

Området erövrades i början av 1500-talet från Aq Qoyunlu av Safaviderna, men erövrades år 1534 av Osmanska riket. Förutom en kortare period åter under safavidiskt styre 1623–1638, var det åtminstone formellt sett en del av det osmanska riket fram till 1920 och bestod av de tre osmanska vilâyeten (provinserna) Bagdad, Basra och Mosul. Länge hade det osmanska riket dock inte så stor kontroll över området och periodvis fanns där långtgående självstyre. Från 1831 hamnade det dock under mer centralt styre från Konstantinopel, dagens Istanbul.

## Under brittiskt mandat
Då det osmanska riket deltog i första världskriget på centralmakternas sida kom det under kriget att stegvis ockuperas av britterna. Under fredskonferensen i Paris 1919 beslöts det att Irak skulle bli ett brittiskt mandat enligt artikel 22 i Nationernas förbunds stadgar. Detta beslut fastställdes sedan vid konferensen i San Remo 1920. Namnet Irak kom från Irak Arabi eller Irak el-Arabi ("arabiska Irak"), vilket var namnet på det osmanska landskap som omfattade viljatet Basra och södra delen av viljatet Bagdad.
År 1921 upprättades ett provisoriskt statsråd i Irak under Storbritannien som mandatär för Nationernas förbund.

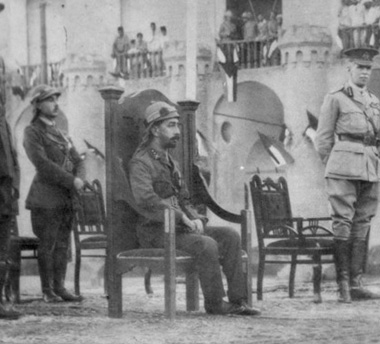
Faisal I vid sin kröning 1922.

### Monarki
1921 valdes prins Faisal till kung och författningen som utarbetades av en nationalförsamling gjorde Irak till en konstitutionell monarki med ett tvåkammarparlament. Ett fördrag reglerade förhållandet till Storbritannien enligt vilket britterna behöll sina flygbaser och fick rätt att transitera trupper. Minoriteterna tillförsäkrades omfattande rättigheter men förföljdes i realiteten, så snart självständigheten var uppnådd.

## Självständig stat
Nationalistpartier arbetade för ett upphävandet av mandatet och landet fick efter hand allt större självständighet, som slutligen formellt bekräftades med att Irak blev en självständig, suverän stat 1932 och upptogs i Nationernas förbund. Faiisal avled 1933 och efterträddes av sin son Ghazi. Det inrikespolitiska läget försämrades snabbt med stora motsättningar mellan shiiter och sunniter och motsättningar av politisk och nationell natur varvid flera militärkupper ägde rum.
Under 1941 blev landet indraget i det andra världskriget när en tyskvänlig politiker, Rashid al-Kaylani, grep makten. Brittiska trupper gick in i Irak, i det så kallade anglo-irakiska kriget, och störtade al-Kaylani. Irak deltog därefter på de allierades sida. 
Efter kriget deltog Irak i 1948 års arabisk-israeliska krig och 1955 blev Irak medlem i den västvänliga försvarsalliansen Bagdadpakten med Iran, Pakistan, Turkiet och Storbritannien och med USA som associerad medlem.

### Republik
År 1958 skedde en statskupp där både Ghazis son kung Faisal II och Abd al-Ila'h, kronprins och tidigare förmyndarregent, liksom premiärministern Nuri as-Sa'id mördades. Irak blev nu en republik, vilket öppnade för en omorientering mot Östblocket, och man lämnade Bagdadpakten 1959. Landets förste helt självständige ledare, premiärminister Abd al-Karim Qasim mötte emellertid opposition från såväl kurdiska separatister, kommunister som Baathpartiet. Det senare kombinerade en stark nationalism med arabnationalistiska och socialistiska dogmer. Qasim, som antog en allt mer diktatorisk hållning, överlevde 1958 ett attentat men störtades och dödades 1963 av Abdul Salam Ahrif, med stöd av Baathpartiet.
Sedan Baathpartiet ensamt gripit makten 1968 blev Irak i praktiken en enpartistat under Ahmad Hasan al-Bakr, med den unge partimannen Saddam Hussein som vicepresident.

### Under Saddam Hussein
Saddam Hussein tilltvingade sig presidentposten i en kupp 1979, efter att ha dominerat landets politik i flera år, och kombinerade intensifierade förföljelser av alla former av opposition med ett program syftande till ett sekulärt Storirak, samtidigt som en omfattande personkult skapades kring hans person.
Irak-Irankriget 1980–88 undergrävde inte hans ställning märkvärt, även om det fick svåra verkningar för landets ekonomiska och politiska ställning, problem som mångdublades efter försöket att annektera Kuwait i Kuwaitkriget 1990–91. Under resten av regimens levnad var Irak tämligen isolerat; ursprungligen goda kontakter med ett flertal västländer hade ersatts med sanktioner samtidigt som Östblockets sammanbrott omöjliggjorde en omorientering. Ytterligare repression och massakrer av kurdisk och shiamuslimsk opposition besvarades med mycket besvärande sanktioner och anklagelser om innehav olagliga massförstörelsevapen, och irakiskt luftrum patrullerades av NATO-flyg med återkommande bombningar.
Efter 11 september-attackerna förnyades USA:s fientliga retorik under den nye presidenten George W. Bush, som anklagade regimen för att ha stått bakom ett mordförsök mot fadern George H.W. Bush samt för att utveckla kärnvapen. Mot FN:s godkännande inledde den Bushledda Coalition of the willing ett anfall i mars 2003, föregått av omfattande flygbombningar, vilket ledde till regimens nästan omedelbara kollaps. Bagdad intogs den 9 april, varvid en provisorisk administration under Paul Bremer upprättades och Baathpartiet upplöstes.

## Irak efter invasionen

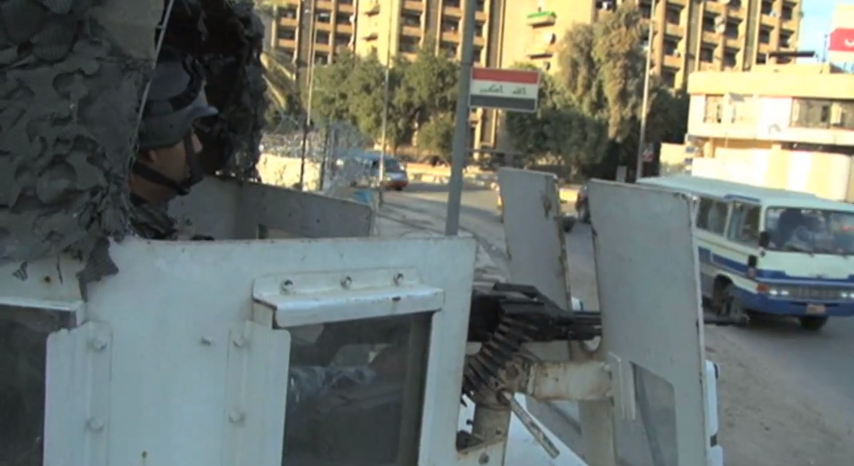
Irakisk soldat i Bagdad, 26 december 2011

Saddam Hussein tillfångatogs utanför Tikrit i december 2003, månader efter hans söner och tilltänkta efterträdare dödats i strider med koalitionstrupper i Bagdad. De första fria valen hölls 2005 och ledde till en bräcklig koalitionsregering under shiiten och motståndsmannen Nuri al-Maliki, och i december 2006 avrättades Saddam Hussein i Bagdad genom hängning för brott mot mänskligheten. Den kaotiska situationen i landet lindrades något sedan ytterligare amerikanska trupper sänts till landet i den s.k. the surge 2007, men fortfarande kvarstod Irak i ett inbördeskrigsliknande tillstånd. Nya val 2010 tillät al-Maliki att sitta kvar, samtidigt som landets politiska framtid efter det amerikanska uttåget framstod som oviss, med allt starkare etniska motsättningar och drakoniska sociala och ekonomiska problem. 2011 accelererades reträtten av amerikanska trupper från landet, och Bushs efterträdare Barack Obama, som argumenterat mot kriget 2003, förklarade Irakkriget avslutat.
I maj 2020 fick Irak en ny regering och premiärminister efter en sex månader lång regeringskris. Mustafa al-Kadhimi tog över som ny premiärminister efter Adel Abdel Mahdi.
Parlamentsvalet  i oktober 2021 var det femte sedan landets diktator Saddam Hussein störtades år 2003, och ända sedan det första valet år 2005 hade valdeltagandet successivt minskat. Under 2021 parlamentsval i Irak var valdeltagande rekordlågt. Shiapredikanten Muqtada al-Sadrs  partiallians “På marsch mot reform” vann flest platser i valet. Andra stora koalitioner i valet var det sunnitiska “Taqqadum” som bildades 2019 av Mohammed al-Halbusi, samt partikoalition “Rättstaten” som leds av landets förre premiärminister Nouri al-Maliki. Bland de kurdiska partierna var det “Kurdistans demokratiska parti” (KDP) som erhöll flest platser.